# Frederiksted
Frederiksted – miasto na Wyspach Dziewiczych Stanów Zjednoczonych; na wyspie Saint Croix; 3000 mieszkańców (2006). Przemysł spożywczy.